# Coniophanes meridanus
Coniophanes meridanus là một loài rắn trong họ Rắn nước. Loài này được Schmidt & Andrews mô tả khoa học đầu tiên năm 1936.